# Schlacht von Olpai
Sybota – Potidaia – Spartolos – Stratos – Naupaktos – Plataiai – Olpai – Tanagra – Pylos – Sphakteria – Korinth – Megara – Delion – Amphipolis – Mantineia – Melos – Syrakus – Milet – Syme – Eretria – Kynossema – Abydos – Kyzikos – Ephesos – Chalkedon – Byzanz – Andros – Notion – Mytilene  – Arginusen – Aigospotamoi
Die Schlacht von Olpai fand während des Peloponnesischen Krieges im Jahre 426 v. Chr. zwischen den Truppen Athens und Spartas statt.
Im Jahre 426 v. Chr. bedrohten 3000 Hopliten aus Ambrakia das zu Akarnanien, einem Verbündeten Athens, gehörige Argos Amphilochikon am Ostende des Ambrakischen Golfs und besetzten die nahegelegene Festung Olpai. Daraufhin riefen die Akarnanier die Athener zu Hilfe, die eine Flotte von 20 Schiffen unter Aristoteles und Hierophon in der Nähe hatten und ein Heer unter Demosthenes losschickten. Die Ambrakier wandten sich dagegen an Sparta, das Eurylochos mit einer Armee entsandte, die die Gegend erreichte, ohne dass die Akarnanier sie bemerkt hätten. Dann erreichte Demosthenes den Golf von Ambrakia und ging unterhalb von Olpai mit 200 Hopliten und 60 Bogenschützen an Land. Er vereinigte seine Truppen mit der akarnanischen Armee und schlug ein Heerlager in einem Tal gegenüber den Truppen des Eurylochos auf; dann bereiteten sich beide Seiten fünf Tage lang auf eine Schlacht vor. Die Truppen der Ambrakier und Spartaner waren zahlenmäßig überlegen, darum bereitete Demosthenes einen Hinterhalt mit 400 akarnanischen Hopliten vor, die bei Schlachtbeginn eingesetzt werden sollten.
Seinen rechten Flügel besetzte Demosthenes mit athenischen und messenischen Kämpfern, während im Zentrum und auf dem linken Flügel Akarnanier und Amphilochier eingesetzt wurden. Eurylochos durchmischte seine Truppen, indem er die Ambrakier überwiegend auf dem rechten Flügel postierte, die Mantineier links vom Zentrum aufstellte und selber mit den besten Truppen vom Peloponnes die äußerste Linke einnahm. Zu Beginn der Schlacht gelang es Eurylochos zunächst, die Truppen des Demosthenes zu überflügeln, doch geriet er dann in den vorbereiteten Hinterhalt, wo er im Kampf fiel; sein Tod löste bei den übrigen Truppen Panik aus. Dennoch gelang den Ambrakiern am anderen Flügel zunächst noch ein Vorstoß durch die Reihen der amphilochischen Speerwerfer, die bis vor Argos zurückgetrieben werden konnten. Doch wurden die Ambrakier, als sie zurückkehrten, von den zurückgebliebenen Akarnaniern besiegt. Demosthenes verlor zwar 300 Mann, als die Schlacht am Abend zu Ende ging, blieb er aber Sieger auf dem Schlachtfeld.
Am darauffolgenden Tag vereinbarte Menedaios, der nach dem Tod des Eurylochos das Kommando über die spartanischen Truppen übernommen hatte, mit den Athenern einen Waffenstillstand. Demosthenes erlaubte dabei aber nicht allen Gegnern den Abzug – nur Menedaios und anderen Anführern sowie angesehenen Personen und den Mantineiern. Doch gelang es auch einigen der ambrakischen Kämpfer zusammen mit ihren Feldherren zu entkommen, da so eine Abmachung in einer eingeschlossenen Armee nicht unbemerkt vonstattengehen kann. Ihnen setzten die Akarnanier nach, die 200 der Entfliehenden töten konnten. Diese psychologische Kriegführung seitens Demosthenes hatte den Zweck, die Spartaner als Betrüger und Selbstsüchtige darzustellen und war bis dahin in der griechischen Kriegführung unbekannt.
Unterdessen erfuhr Demosthenes, dass eine zweite Armee von Ambrakia aus im Anmarsch war. Diese Ambrakier hatten noch keine Kenntnis von der Niederlage ihrer Mitkämpfer am Vortag erlangt. Demosthenes überraschte diese Hilfsarmee in der Nacht beim Berg Idomene. Indem er seine messenischen Truppen voraussandte, damit sie die Ambrakier in ihrem dorischen Dialekt ansprächen, täuschte er die Gegner, die glaubten, auf ihre spartanischen Verbündeten gestoßen zu sein. Durch diese Finte gelang es ihm, den größten Teil der Ambrakier niederzumachen. Der Rest floh über die Hügel oder Richtung Meer, wo sie von den athenischen Schiffen abgefangen wurden. Innerhalb von zwei Tagen hatten die Ambrakier so weit über 1.000 Mann verloren.
Obwohl Demosthenes nun ohne Probleme Ambrakia hätte einnehmen können, tat er dies nicht, weil die Verbündeten ihn zurückhielten, die lieber einen schwachen alten Gegner wollten, statt Athen als neuen Beteiligten in der Region. Stattdessen schlossen Akarnanier und Ambrakier einen auf 100 Jahre angelegten Friedensvertrag.